# Probole aesionaria
Probole aesionaria är en fjärilsart som beskrevs av Walker 1860. Probole aesionaria ingår i släktet Probole och familjen mätare. Inga underarter finns listade i Catalogue of Life.